# 绒毛无患子
绒毛无患子（学名：Sapindus tomentosus）为无患子科无患子属下的一个种。

## 扩展阅读
- 維基物種上的相關：绒毛无患子